# Курт Зума
Курт Зума (фр. Kurt Zouma; Лион, 27. октобар 1994), француски фудбалер који тренутно наступа за Вест Хем и репрезентацију Француске. Има старијег брата Лионела, који је такође професионални фудбалер. С француском репрезентацијом до 20 година, играо је и освојио златну медаљу на Светском првенству 2013. године.